# Стааль, Герман Фердинандович
Герман Фердинандович фон Стааль (1870—?) — генерал-майор Русской императорской армии, Георгиевский кавалер. Генерал-хорунжий армии УНР.

## Биография
Родился в Херсоне. Окончил Харьковское реальное училище, Киевское пехотное юнкерское училище (1892), Харьковский технологический институт и Николаевскую академию Генерального штаба.
После пяти лет службы в 54-м пехотном полку учился в институте и академии. Отбыл на Дальний Восток, где старшим адъютантом полевого управления Маньчжурской армии участвовал в русско-японской войне. Впоследствии исполнял обязанности начальника канцелярии Маньчжурской армии, командира пехотного батальона 59-го пехотного Люблинского полка. 
Участвовал в Первой мировой войне. В феврале 1915 — в апреле 1916 командовал 60-м пехотным Замосцким полком. С 18 апреля 1916 года по 23 апреля 1917 года командир бригады 12-й пехотной дивизии. 2 июня 1916 произведен в генерал-майоры.
В 1917 вступил в Армию УНР. После Гетманщины — помощник начальника 11-й пехотной дивизии (Полтава) генерала М. Омеляновича-Павленко.
В ноябре 1919 года в составе Вооруженных сил Юга России. Попал в плен к большевикам. Служил в РККА. Начальник Военно-повторной школы штаба Харьковского военного округа (12.09.1921), затем штатный преподаватель 13-й Одесской пехотной школы. Дальнейшая судьба неизвестна.